# Brachydiplax yunnanensis
Brachydiplax yunnanensis är en trollsländeart som beskrevs av Fraser 1924. Brachydiplax yunnanensis ingår i släktet Brachydiplax och familjen segeltrollsländor. Inga underarter finns listade i Catalogue of Life.